# Лазеский, Борко
Борко Лазеский (макед. Борко Лазески; 22 октября 1917, Прилеп, Королевство Сербия (ныне Северная Македония) — 16 июня 1993, Скопье) — македонский и югославский художник. Один из первых абстракционистов Македонии. Представитель посткубизма.

## Биография

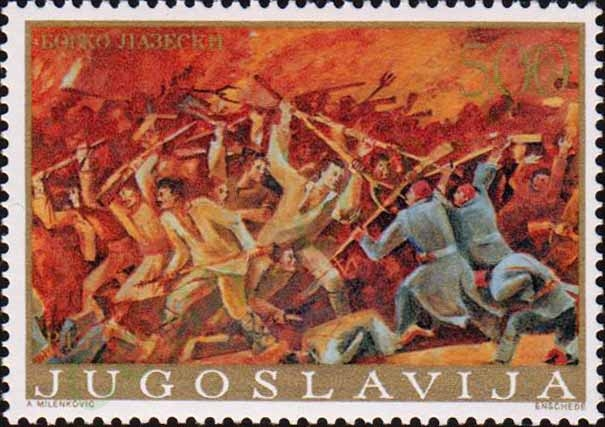
Картина Б. Лазеского на почтовой марке Югославии. 1976 г.

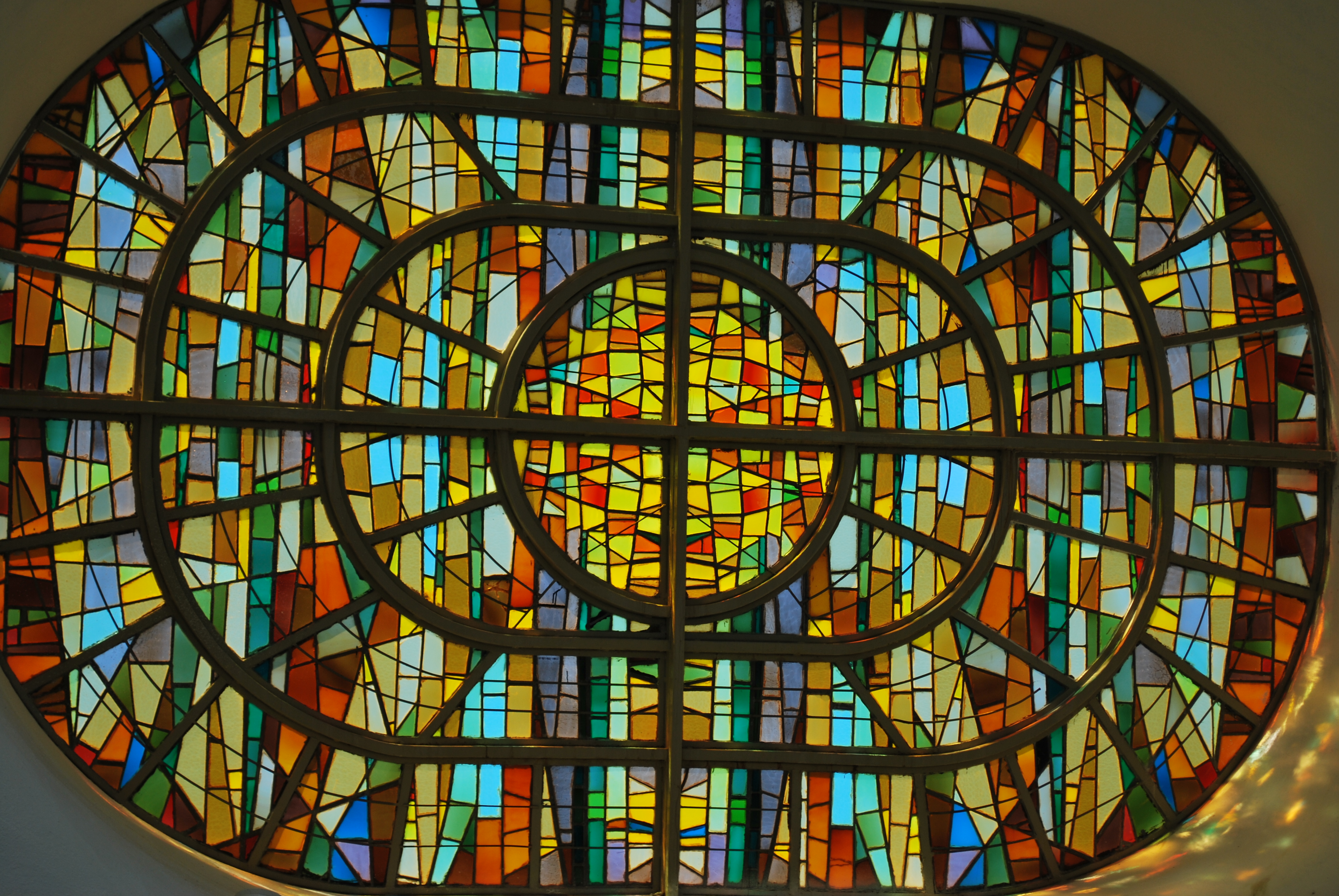
Фрагмент витража Б. Лазеского «Памяти Илинденского восстания»

В 1933—1934 обучался в Школе искусств в Белграде. После начала Второй мировой войны продолжил учёбу в академии живописи в Софии (1941—1943). Вернувшись на родину вступил в ряды Народно-освободительной армии Югославии. Автор первого в Македонии портрета Тито, широко распространённого среди македонских партизан.
После окончания войны в 1945 году, получил стипендию для обучения в Париже и поступил в Высшую Национальную школу изящных искусств, где среди прочего изучал технику монументальной живописи.
С 1959 по 1967 год находился в Ираке, где работал преподавателем в Высшей академии изящных искусств в Багдаде. Стал там членом группы современного искусства Багдада и других художественных объединений Ирака, участвовал во многих выставках.
Был одним из основателей авангардной арт-группы «Сегодня», участником создания общества представителей изящных искусств Македонии и художественной галереи в Скопье.

## Творчество
Борко Лазеский внёс значительный вклад в развитие македонской живописи.
Центральное место в его работах занимают сцены Второй мировой войны в югославской Македонии. Автор серии монументальных живописных произведений, большинство из которых были созданы для государственных учреждений Югославии, фресковой живописи, витражей и мозаик.
Бо́льшая часть его сохранившихся работ выполнена в технике мозаики, некоторые из ранних работ монументальной фресковой живописи художника в Скопье были разрушены во время землетрясения 1963 года.
Ныне его работы украшают учреждения на его родине в Скопье, Кичево, Велесе, а также за рубежом — в Мехико.

## Награды и премии
- 1955 — первая премия в конкурсе «На страже», Скопье
- Вторая премия на югославском конкурсе фрески Федерального Исполнительного совета СФРЮ, Белград
- 1970 — Федеральная премия «7 июля» за фреску «Народно-освободительная война», Белград
- 1972 — первая премия в конкурсе югославского витража за «Памяти Илинденского восстания», Крушево, Скопье
- 1974 — премия Ассоциации художников Македонии
- 1978 — премия Федеративной Республики Македонии за пожизненные достижения, Скопье
- 1988 — Орден «За заслуги перед народом» I степень с золотой звездой
- 1989 — премия 9 сентября, СФРЮ.

## Память
- В Македонии учреждена художественная премия «Борко Лазески».